# فرهنگ در میانمار

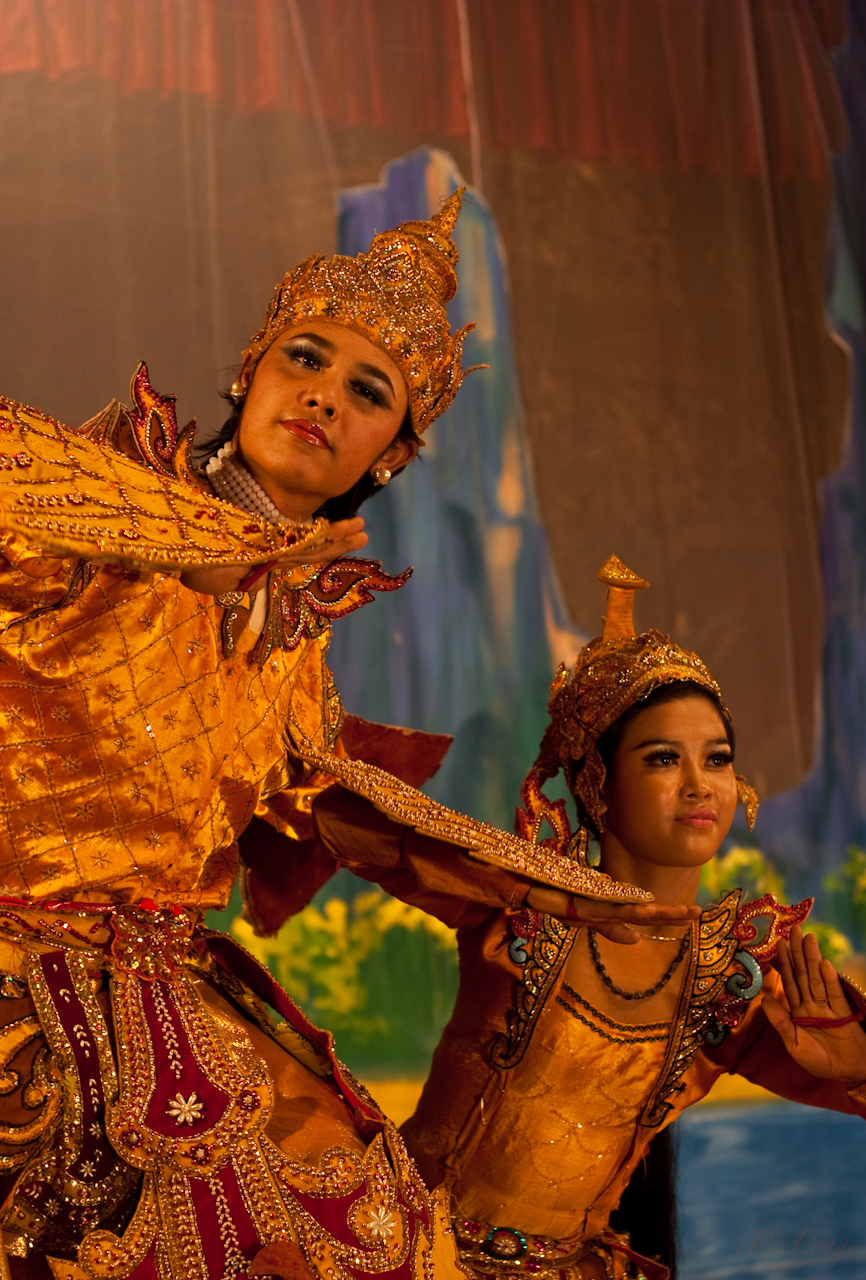
اجرای تئاتر رقص مون

فرهنگ میانمار (همچنین به عنوان برمه نیز شناخته می‌شود) (برمه‌ای: မြန်မာ့ယဉ်ကျေးမှု) به شدت تحت تأثیر بودیسم قرار گرفته‌است. فرهنگ برمه نیز تحت تأثیر همسایگانش بوده‌است.
در دوره‌های اخیر، استعمار انگلیس و غرب‌گرایی بر جنبه‌های فرهنگ برمه از جمله زبان و آموزش تأثیر گذاشته‌است.

## هنر
از نظر تاریخی، هنر برمه مبتنی بر کیهان‌شناسی و اسطوره‌های بودایی یا هندوئیسم بوده‌است. چندین تصویر منطقه ای از تصاویر بودا وجود دارد که هر کدام ویژگی‌های مشخصی دارند. به عنوان مثال، سبک ماندالیایی، که در اواخر دهه ۱۸۰۰ شکل گرفت، متشکل از یک بودا به شکل بیضی شکل با ویژگی‌های واقع گرایانه از جمله ابروهای خمیده به‌طور طبیعی، گوش‌های کوچکتر اما برجسته و لباس‌های پارچه ای است.

### رقص
رقص در برمه را می‌توان به رقص‌های نمایشی، عامیانه و روستایی و رقص طبیعی تقسیم کرد که هر یک ویژگی‌های متمایزی دارند. رقص یودایا تنها برای سرگرمی خانواده‌های سلطنتی در دربار سلطنتی است.

### موسیقی

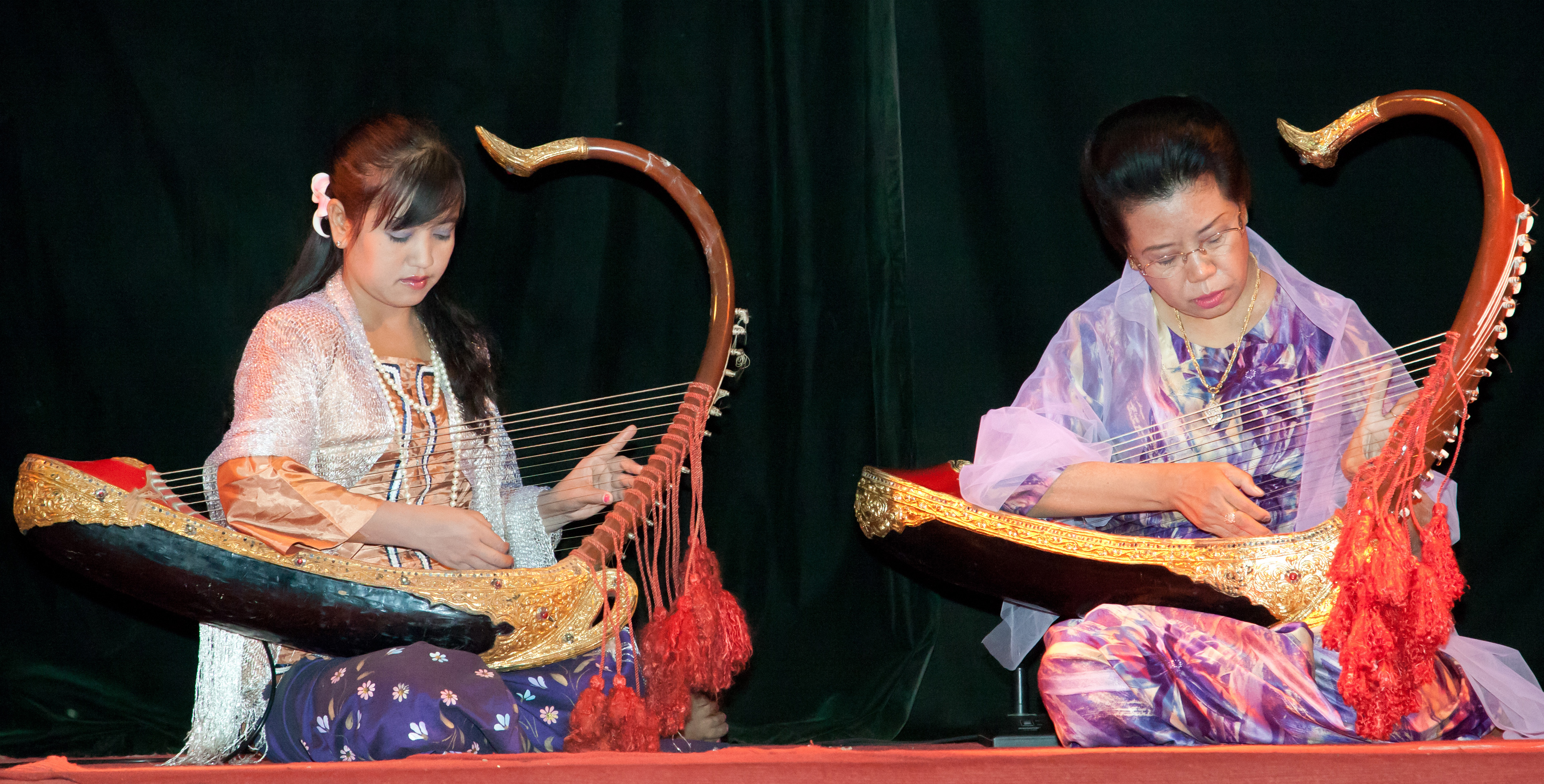
دو نوازنده زن سونگ را در یک اجرا در ماندالای اجرا می‌کنند.

انواع مختلفی از موسیقی برمه از آرایه ای از آلات موسیقی سنتی، شناخته شده‌است. موسیقی سنتی عامیانه در موسیقی جنوب شرقی آسیا غیرقابل توصیف است، زیرا با تغییر ناگهانی در ریتم و ملودی و همچنین تغییر در بافت مشخص می‌شود. ابزاری منحصر به فردی برای در موسیقی برمه، سونگ گاو، یک چنگال قوسی است که می‌توان قدمت ان را در دوران پیش از هیتیت دنبال کرد.

### زبان
زبان برمه‌ای زبان رسمی برمه است. همچنین این زبان از سوی حکومت این کشور رسماً با نام میانمار شناخته می‌شود. اما اغلب همان نام برمه‌ای را به کار می‌برند. برمه‌ای زبان بومی نژاد بامار (برمه‌ای) و دیگر زیرشاخه‌های نژادی وابسته است. در برمه ۳۲ میلیون نفر به‌عنوان زبان نخست و اقلیت‌های نژادی به‌عنوان زبان دوم به این زبان سخن می‌گویند. این زبان در خارج از برمه کاربرد ندارد.
برمه‌ای جزو دسته زبان‌های تبتی-برمه‌ای از زیرشاخه‌های خانواده زبان‌های چینی-تبتی است. برمه‌ای یک زبان نواخت‌بر و منفرد است. این زبان از خط برمه‌ای استفاده می‌کند که از خط زبان مون مشتق شده که از خط برهمایی ریشه گرفته‌است.

## دین
٪ ۸۹ مردم این کشور پیرو آیین بودا هستند، ٪ ۴ مسیحی، ٪ ۴ مسلمان، ۱٪ روح‌باور و ۲ ٪ معتقد به ادیان دیگر هستند.

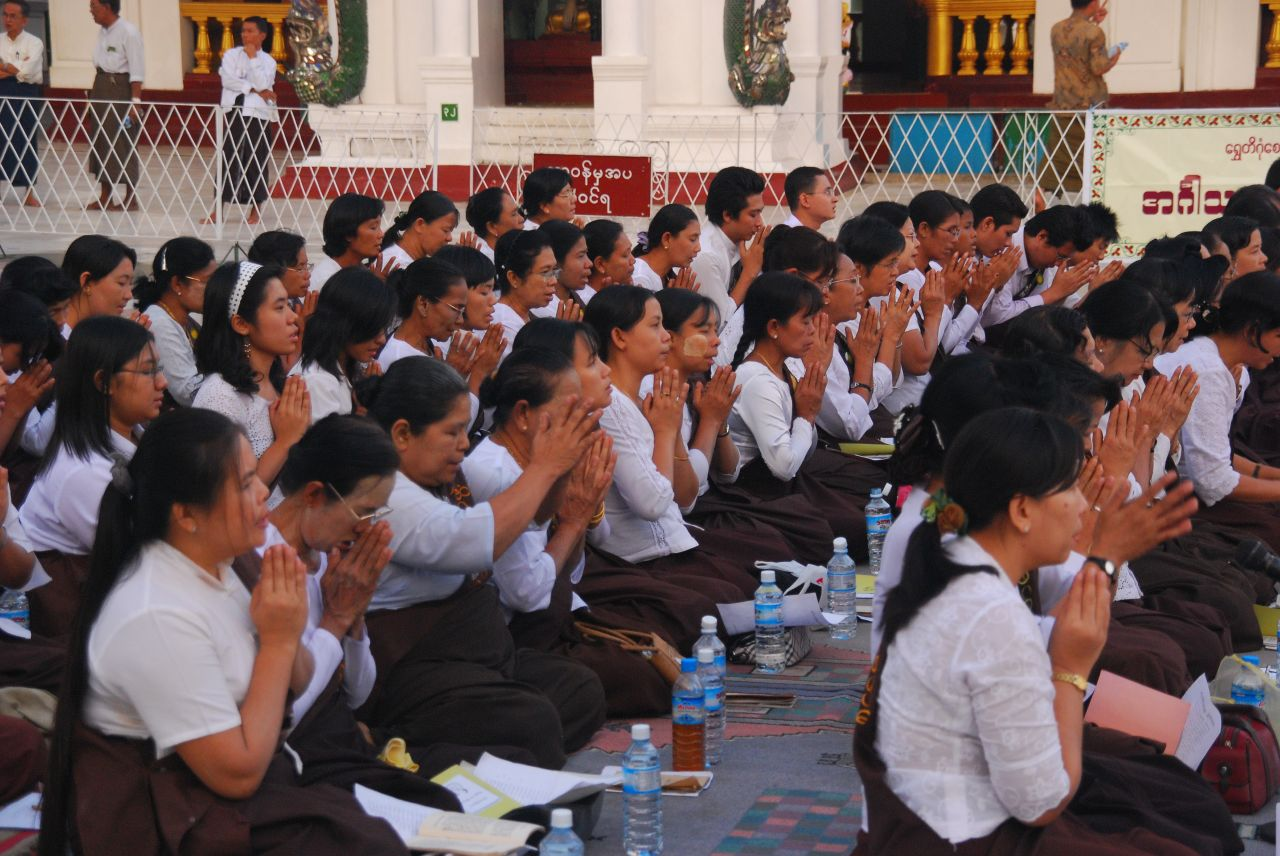
گروهی از نمازگزاران بودایی در برمه.

## ورزش

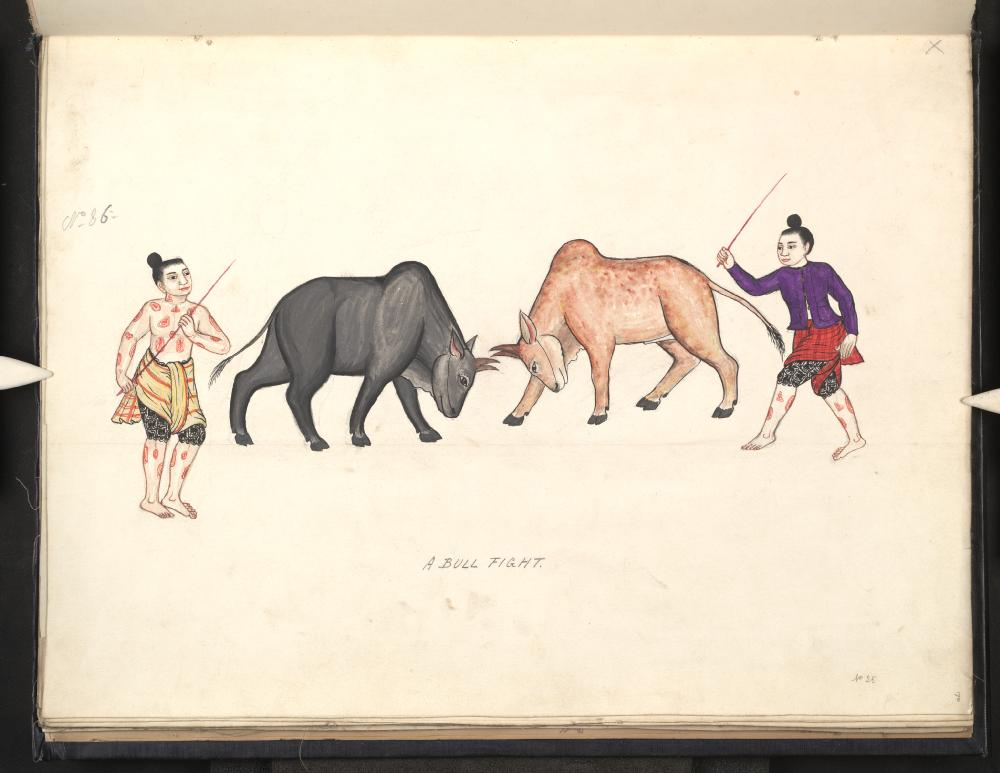
Bodleian Ms. Burm

### فوتبال
فوتبال محبوب‌ترین ورزش در میانمار است. شبیه به فوتبال، چین لون (برمه‌ای: ခြင်းလုံး) یک ورزش بومی است که از توپ خشن استفاده می‌کند.

## آشپزی
غذاهای برمه به‌طور عمده مجموعه ای از غذاهای گوناگون از مناطق مختلف میانمار (برمه) است. همچنین از غذاهای مختلف کشورهای همسایه، به ویژه چین، هند و تایلند تحت تأثیر قرار گرفته‌است.
غذاهای مدرن برمه به دو نوع کلی تقسیم می‌شوند: ساحلی و داخلی. آشپزی در مناطق ساحلی، مانند آن در شهر اصلی یانگون، استفاده گسترده از محصولات ماهی و محصولات دریایی مانند سس ماهی ونگاپی (غذاهای دریایی تخمیر شده) را در بر می‌گیرد. آشپزی در مناطق داخلی، مانند میانمار بالا و مناطق تپه ای، تمایل به استفاده از گوشت و مرغ بیشتر دارد، اگر چه پخت‌وپز مدرن داخلی نیز ماهی‌های آب شیرین و میگو را به عنوان منبع پروتئین از چندین راه ممکن می‌کند: تازه، شور صاف شده یا صاف نشده، شور و خشک شده، ساخته شده به صورت خمیری شور، یا خمیر ترش و فشرده.